# Homilia vetulata
Homilia vetulata är en nattsländeart som beskrevs av Barnard 1934. Homilia vetulata ingår i släktet Homilia och familjen långhornssländor. Inga underarter finns listade i Catalogue of Life.